# Эйхвальд, Эдуард Иванович
Эдуард Иванович Эйхвальд (нем. Johann Karl Eduard Eichwald; 4 [15] июля 1795, Митава — 4 [16] ноября 1876, Санкт-Петербург) — российский учёный-естествоиспытатель и палеонтолог. Отец профессора Военно-медицинской академии Э. Э. Эйхвальда.

## Биография
Эдуард Эйхвальд родился 4 (15) июля 1795 года в Митаве, в семье уроженца Гамбурга, педагога Иоганна Христиана Эйхвальда (1753 — 1816), который 29 июля 1781 года обвенчался с Шарлотой-Елизаветой Луи (20.08.1759 — после 1833), падчерицей художника Штегманна. Был крещён 12 июля 1795 года. Имел трёх родных братьев (один был пастором); его племянник Юлий Иванович Эйхвальд (1827—1900).
Первоначальное образование Эйхвальд получил у отца, работавшего в Митаве преподавателем новых языков и естественной истории. В 1811—1814 годах учился в Митавской гимназии, в 1814—1817 годах изучал медицину и естественные науки в Берлинском университете. В 1817 году отправился в путешествие по Западной Европе, посетив Швейцарию, Германию, Англию и Францию. Во время его пребывания за границей, в Митаве 16 апреля 1816 года скончался отец.
В 1819 году Эйхвальд вернулся в Россию и успешно защитил в Виленском университете диссертацию на степень доктора медицины «De Selachis Aristotelis zoolagiae geographicae specimen». В первой части своей работы он поместил всё самое существенное, что было написано об акуловых рыбах от Аристотеля до Кювье включительно; во второй части представил свои соображения о родстве селахий с другими животными; в третьей части показал картину географического распространения акул и скатов по земному шару.
После защиты диссертации сначала работал врачом в Скрунде; в 1821 году был избран приват-доцентом по зоологии в Дерптский университет, подрабатывая частным учителем. Впервые в России он начал читать лекции по палеонтологии, называя их ориктозоологией (от греч. ископаемый, животное, учение). В Дерпте было напечатано его второе сочинение: «De regni fnimalis limitibus atque evolutionis gradibus», в котором указывал, что растения и животные имеют общее происхождение и положительно высказался о самозарождении жизни, указывая на «зелёную материю» Пристли — зелёную плёнку на поверхности стоячих вод, выделяющую кислород, из которой якобы могли возникнуть растительные формы простейших и животные. Во второй части этого труда он сделал попытку классификации животных, от которой позже сам отказался.
Летом 1823 года Эйхвальд приехал на каникулы в Санкт-Петербург, где ему была предложена профессорская должность в Казанском университете — профессора повивального искусства с поручением чтения лекций по зоологии и сравнительной анатомии на время участия Тимьянского в экспедиции в Северную Америку. 
Несмотря на то, что 29 мая 1823 года Эйхвальд был избран ординарным профессором повивального искусства, которое и преподавал на латинском языке в 1823—1825 годах, его деятельность в университете, все-таки, главным образом относилась к преподаванию естественных наук: уже осенью 1823 года он стал читать курс ботаники и, до прибытия Купфера, минералогию. В 1824 году был избран членом-корреспондентом Императорской академии наук.
С марта по сентябрь 1825 года он отправился в путешествие к берегам Каспийского моря и на Кавказ, изучая фауну, флору и геологию тех мест. Собранные материалы он обрабатывал в течение более десяти лет, представив результаты в четырёх больших работах, опубликованных с 1827 по 1841 годы.
Когда, после смерти Боянуса в 1827 году освободилась кафедра зоологии в Виленском университете он перешёл туда и работал вплоть до закрытия университета в 1832 году. Сразу же по приезде в Вильно он издал свой трёхтомный курс зоологии «Zoologia specialis» (1829—1831), написанный ещё в Казани. Затем был профессором зоологии, сравнительной анатомии и минералогии в Виленской медико-хирургической академии. В 1829 году он предпринял четырёхмесячное путешествие по юго-западной России. В виленский период Эйхвальд стал больше заниматься геологией; в 1836 году побывал в Европе, посетив Германию (делал доклад на XIV съезде германских естествоиспытателей), Италию, Австрию, Швейцарию, Польшу и Чехию.
В 1838 году он занял кафедру естественной (натуральной) истории Императорской медико-хирургической академии в Санкт-Петербурге, в которой преподавал до 1851 года. По свидетельству Н. А. Холодковского зоологический музей академии был в значительной степени обязан своим возникновением Эйхвальду. В 1846 году он получил звание доктора хирургии honoris causa от медико-хирургической академии и доктора философии от Бреславского университета. Сверх лекций в академии Эйхвальд читал палеонтологию в Горном институте (1839—1855) и минералогию в Николаевской инженерной академии. В петербургский период жизни он занимался, главным образом, геологией и палеонтологией; неоднократно совершал научные путешествия. Вышел в отставку заслуженным профессором. 
Минералогию и палеонтологию он читал на русском, а зоологию на латинском языке, который знал блестяще. Научная деятельность касалась медицины, зоологии, ботаники, палеонтологии, геологии, минералогии, антропологии, этнографии и археологии. Дал первое полное описание и изображение всего палеонтологического материала, собранного в России. Труд этот «Палеонтология России», изданный потом автором с дополнениями и на французском языке под заглавием «Lethaea Rossica». Его палеонтологическая коллекция хранилась в Императорском Санкт-Петербургском университете.
Эйхвальд был одним из старейших членов (с 1846 года) Императорского вольно-экономического общества, принимал в продолжение многих лет деятельное участие в его занятиях и много способствовал разрешению разных возникавших в обществе естественно-исторических вопросов. Кроме того, он состоял членом и многих других ученых обществ. В 1822 году он был избран членом Леопольдины, в 1841 году — Геттингенской академии наук; также был ординарным академиком Санкт-Петербургской академии наук. 
Скончался в Санкт-Петербурге 4 (16) ноября 1876 года и был похоронен на Смоленском кладбище.

## Семья
Жена — Софья Ивановна (в дев. Финке) — дочь Казанского профессора. Семья жила (с братьями и племянниками) на Гагаринская улица (Санкт-Петербург). Дети:
- София (замужем за гвардии генерал-лейтенантом Николаем фон Шведером)
- Шарлотта Луиза (замужем за этнологом — Латкин, Николай Васильевич), сын — профессор права Латкин, Василий Николаевич.
- Эдуард Георг — профессор военной академии в Санкт-Петербурге (жена Корсакова)
- Юли (умерла в Риме в возрасте 27 лет).